# Yo nena, yo princesa
Yo nena, yo princesa (Luana, la niña que eligió su propio nombre) es un libro argentino de contenido autobiográfico escrito por Gabriela Mansilla y publicado en 2014. Narra la historia real de Luana Mansilla, quien nació como varón, pero que desde los dos años se identificó como niña. Su madre, Gabriela Mansilla, cuenta la vida de Luana desde su nacimiento en 2007 con nombre y tratamiento masculino, su rebelión y exigencia a ser tratada como mujer desde los dos años, la compleja y traumática respuesta familiar y social ante el hecho y la lucha por ser reconocida en su identidad de género, hasta lograr que la presidenta Cristina Fernández de Kirchner, en 2013, dejara sin efecto la decisión judicial de negarle un documento de identidad femenino, para proceder a emitir un nuevo documento, reconociendo su identidad autopercibida, cumpliendo con la Ley de Identidad de Género sancionada un año antes. De este modo Luana Mansilla se convirtió en la primera niña trans del mundo en ser reconocida por el Estado con la identidad de género acorde a la percibida sin sentencia judicial que lo ordenara. El libro fue llevado al cine en 2021, con la película del mismo nombre, exhibida internacionalmente por el canal de cable Star+.

## Contenido
La protagonista principal del libro es Luana Mansilla, la trama gira en torno a los intentos de Gabriela Mansilla de obtener por parte del Estado argentino el documento de identidad con el género femenino de su hija menor de edad.
En 2007, Gabriela Mansilla tuvo mellizos. A ambos se le asignó el género masculino y fueron nombrados como tales: Manuel y Elías. Durante los dos primeros años fueron criados como varones, según las costumbres en materia de vestimenta, colores, juegos y tratamiento. Cuando cumplieron dos años, Manuel comenzó a mostrar disconformidad con ser tratado como varón, conducta que se fue consolidando con el paso de los años. El hecho produjo estrés y desorientación entre los padres y en la familia. Cuando comenzaron a ir al jardín de infantes, el choque se intensificó debido a la postura de la institución de forzar a Manuel a comportarse como un varón. 
Los padres consultan a una psicóloga que, en la misma línea de la escuela, sostiene que Manuel debe aceptar que es varón y que los padres deben ser muy rigurosos en los límites, no permitiéndole de ningún modo adoptar actitudes femeninas.
La dirección de la historia comienza a cambiar cuando la hermana de la madre ve un video transmitido por televisión, en el que un profesional habla de las personas transgénero. La madre y el resto de la familia adoptan desde entonces una actitud contenedora y comprensiva frente a la identidad femenina que asumía la niña, en tanto el padre, presionado por un sentimiento de homofobia se resiste a aceptarlo. Manuel adopta el nombre de Luana y exige se nombrada así y tratada como mujer. Por su parte, el jardín de infantes decide no aceptar más ambos niños en la institución, que son aceptados en una escuela pública, reconociendo la identidad trans de Luana. 
La madre toma contacto con una psicóloga de la Comunidad Homosexual Argentina (CHA), Valeria Paván, quien guía a la familia en la transición de Luana. En 2012 el Congreso Nacional sancionó la Ley de Identidad de Género, habilitando la tramitación de documentos en los que se reconozca el género autopercibido por las personas. Pese a ello, la justicia rechaza el pedido de Luana -quien en ese momento contaba con cinco años- y sus padres de emitir un nuevo documento de identidad, argumentando que es muy chica y debe esperar hasta los ocho años. 
La madre recurre entonces a la presidenta Cristina Fernández de Kirchner quien, en 2013, deja sin efecto la decisión judicial de negarle el documento femenino, para proceder a emitir un nuevo documento, reconociendo su identidad autopercibida, cumpliendo con la ley sancionada el año anterior. De este modo Luana Mansilla se convirtió en la primera niña trans del mundo en ser reconocida por el Estado con la identidad de género acorde a la percibida sin sentencia judicial que lo ordenara. De este modo Luana Mansilla se convirtió en la primera niña trans del mundo en ser reconocida por el Estado con la identidad de género acorde a la percibida sin sentencia judicial que lo ordenara.

## Crítica y recepción
El libro fue incluido en la sección "Grandes libros" del diario Infobae, donde fue considerado como "un hito en la historia de la lucha por la identidad de género... Es también un ensayo y una reflexión profunda sobre los prejuicios y los saberes instituidos".
En 2019, Gabriela Diker, rectora de la Universidad Nacional de General Sarmiento, en ocasión de presentar el libro Niñez trans: experiencia de reconocimiento y derecho a la identidad, manifestó que:

En el año 2014, la Universidad Nacional de General Sarmiento decidió publicar un libro que desafiaba las reglas que usualmente rigen la conformación de un fondo editorial universitario: Yo nena, yo princesa. Allí, Gabriela Mansilla relata la historia de Luana, su hija, y el recorrido que las llevó a obtener, por primera vez en el mundo, el reconocimiento estatal de la identidad de género asumida por la niña sin la mediación de un proceso judicial. Que aquel relato implacable, escrito en primera persona, e indiferente a las reglas y a la estética de la producción académica, fuera publicado con el sello de una editorial universitaria, de alguna manera movió (y conmovió) la estantería de nuestras bibliotecas. Página tras página las voces de Luana y de su mamá interpelan nuestros saberes prolijamente producidos y acumulados acerca de la infancia, la identidad, los derechos, la filiación, las políticas de inclusión, la producción de desigualdades y diferencias, las
políticas y las prácticas educativas y terapéuticas sobre la primera infancia. Y nos desafían a suspender algunas de nuestras certezas, a ampliar nuestras agendas de investigación y a revisar el modo en que formamos a nuestros profesionales en distintos campos (la salud, el derecho, la psicología, la educación, las políticas sociales).

El psicoanalista Néstor Yellati, en la revista Virtualia, describe el libro como «relato de una epopeya» y pone en cuestión la autopercepción desde una óptica psicoanalítica:

Por alguna razón la autora del libro y su hijo nunca tomaron contacto con un analista. Esto es independiente de como puedan autodenominarse quienes hayan intervenido en el caso. No se trata de tendencias ni escuelas, quienes creen en el inconsciente no pueden dar lugar a ninguna "autopercepción" cuando de sexualidad humana se trata. Lo contrario sería suponer que cada ser parlante es lo que dice ser cuando su decir queda reducido a sus enunciados. Pero la convicción yoica: "soy lo que digo ser", engañosa, no tarda en caer. El pequeño Manuel lo demuestra cuando con sus preguntas, sus vacilaciones, sus giros, pone patas para arriba su "yo nena, yo princesa". Pero el enigma de la sexualidad, la complejidad de la asunción de una posición sexuada no parece propia de esta época y nadie parece advertirlo.

Manuel Allasino en la revista La tinta, calificó al libro como «un testimonio extraordinario» y sostuvo:

Este libro es, sin lugar a dudas, una historia de reflexión profunda sobre los prejuicios y los saberes instituidos, tan cercanos muchas veces a la ignorancia. Yo nena, yo princesa es una declaración en la que el desafío, la perseverancia y una fuerte lucha por la identidad se enfrentan a los problemas de lo cotidiano, de los vínculos sociales y de nuestra relación con las instituciones.

## Adaptaciones
El libro fue llevado al cine en 2021, con la película del mismo nombre, exhibida internacionalmente por el canal de cable Star+.